# هانس پلانک
هانس پلانک (انگلیسی: Hans Plenk؛ زادهٔ ۲۱ فوریهٔ ۱۹۳۸) از برندگان مدال‌های بازی‌های المپیک زمستانی لژسوار اهل آلمان است.